# Mononychellus willardiae
Mononychellus willardiae är en spindeldjursart som beskrevs av Tuttle, Baker och Abbatiello 1976. Mononychellus willardiae ingår i släktet Mononychellus och familjen Tetranychidae. Inga underarter finns listade i Catalogue of Life.